# Dendromunna compsa
Dendromunna compsa là một loài chân đều trong họ Dendrotionidae. Loài này được Lincoln & Boxshall miêu tả khoa học năm 1983.